# Wahlen in St. Helena, Ascension und Tristan da Cunha
Wahlen in St. Helena, Ascension und Tristan da Cunha finden aus mehreren Anlässen statt. Die Wahlen im Britischen Überseegebiet St. Helena, Ascension und Tristan da Cunha gründen sich seit 2009 auf einer neuen Verfassung.
Politische Parteien und Wahlkreise (seit 2013) gibt es nicht.

## St. Helena
Auf St. Helena finden seit 1963, alle vier Jahre, Wahlen zur Einkammer-Legislative, dem Legislative Council (deutsch Legislativrat) statt. Es werden 12 Abgeordnete gewählt, zu denen drei (nicht stimmberechtigte) von Amts wegen hinzustoßen. Zudem gehören diesem ein Sprecher und Vizesprecher an.
Seit den Wahlen 2013 ist die gesamte Insel ein Wahlkreis. Zuvor war diese in zwei Wahlkreise unterteilt, in denen jeweils sechs Abgeordnete gewählt wurden. Die Wahlen sollen nicht früher als 14 Tage nach der Auflösung des Inselrates und nicht später als 30 Tage danach abgehalten werden.

### Referenden
Auf St. Helena wurden in der Vergangenheit vier Referenden abgehalten.
- 17. März 2021: Am 17. März 2021 fand in St. Helena ein zweiteiliges konsultatives Referendum zur Änderung des Regierungssystems statt. In der ersten Frage wurden die Wähler gefragt, ob es eine Änderung geben sollte. In der zweiten Frage wurden sie nach ihrer Präferenz für die Regierungsform gefragt, wobei sie zwischen einem Ausschuss- und einem Ministerialsystem wählen konnten. Nachdem 79 % der Wähler für eine Änderung gestimmt hatten, wurde die Ministerwahl von 56 % der Wähler gewählt, obwohl die Wahlbeteiligung nur 17 % betrug.[3] Nach dem Referendum billigte der Legislativrat die Ergebnisse des Referendums, woraufhin die Verfassungsänderungen im Juli vom britischen Privy Council genehmigt wurden.[4] Das neue System wurde erstmals nach den Parlamentswahlen 2021 in St. Helena angewendet und es wurde auf ein Ministerialsystem umgestellt, auch der erste Chief Minister wurde am 25. Oktober 2021 gewählt.
- 23. März 2013: Abstimmung zur Einführung eines Vorsitzenden des Legislativrates (Chief Councillor), analog zu der Position des Chief Islander auf Ascension und Tristan da Cunha. Hierfür wäre eine Änderung der Verfassung notwendig gewesen. Bei einer Wahlbeteiligung von weniger als zehn Prozent lehnten 80 Prozent (168 Stimmen) den Antrag ab.[5]
- 25. Mai 2005: Auf Anweisung der britischen Regierung wurde ein Verfassungsreferendum durchgeführt. Dieses sah die Einrichtung von Ministerien im Sinne eines ministerialer Regierung vor. Der Vorschlag wurde von 53 Prozent der abgegebenen Stimmen abgelehnt.[6]
- 21. Januar bis 1. Februar 2002: Referendum, ob die St. Helena durch ein neues Schiff ersetzt werden soll oder ob die Insel stattdessen einen Flughafen erhalten soll. Knapp 72 Prozent sprachen sich für den Bau eines Flughafens (heute Flughafen St. Helena) und 28 Prozent für ein neues Schiff aus.[7]

## Ascension
Auf Ascension wird spätestens alle drei Jahre ein neuer Inselrat (englisch Island Council), gemäß der General Election Order aus dem Jahr 2008, bestehend aus sieben Mitgliedern gewählt. Die genauen Aufgaben und Befugnisse des Inselrates sind in einem eigenen Gesetz festgelegt. Der Einrichtung des Inselrats im Allgemeinen wird durch die Verfassung garantiert.

### Wahl 2022
Die Wahl zum Inselrat 2022 fanden am 20. Oktober statt. Da nur sechs Kandidaten zur Wahl standen, wurden lediglich fünf Sitze gewählt. Bei mehr als acht Kandidaten, stehen sieben Sitze zur Wahl. 133 Personen gaben insgesamt 362 Stimmen ab, wobei jeder Wahlberechtigte bis zu fünf Stimmen abgeben durfte.
| Person                 | Stimmen | Gewählt |
| ---------------------- | ------- | ------- |
| Kerry Ann Benjamin     | 73      | ja      |
| Kyla Benjamin          | 55      | ja      |
| Kenneth Anthony Godkin | 36      | nein    |
| Douglas Gordon Miller  | 46      | ja      |
| Alan Herbert Nicholls  | 62      | ja      |
| Laura Marie Shearer    | 90      | ja      |

### Wahl 2019
Die Wahl zum Inselrat 2019 fanden am 26. September 2019 statt. Da nur sieben Kandidaten zur Wahl standen, wurden lediglich fünf Sitze gewählt. Bei mehr als acht Kandidaten, stehen sieben Sitze zur Wahl.
| Person                  | Stimmen | Gewählt |
| ----------------------- | ------- | ------- |
| Katharyn Sarah Chadwick | 73      | ja      |
| Andrew Robert Ellick    | 68      | ja      |
| Keturah Viola George    | 105     | ja      |
| Kristopher Edward Hall  | 60      | nein    |
| Andrew Cansfield Hobson | 64      | ja      |
| Iain Courtney Lamb      | 45      | nein    |
| Alan Herbert Nicholls   | 83      | ja      |

Nachwahl 2021
Am 4. März 2021 fand nach dem Ausscheiden von Katharyn Sarah Chadwick und Andrew Cansfield Hobson eine Nachwahl des Inselrats statt.
Drei Kandidaten kandidierten für zwei freie Ratsposten, wobei die Wähler jeweils bis zu zwei Stimmen abgeben durften. Von 550 registrierten Wählern gaben 108 Wähler 181 Stimmen ab.
| Person                              | Stimmen | Gewählt |
| ----------------------------------- | ------- | ------- |
| Nicholas Ivan John                  | 72      | ja      |
| Douglas Gordon Miller               | 69      | ja      |
| Lucy Rodwell                        | 40      | nein    |
| Quelle: Ascension Island Government |         |         |

### Wahl 2016
Die Wahl zum Inselrat 2016 fanden am 1. September 2016 statt. Das offizielle Wahlergebnis wurde von Gouverneurin Lisa Honan am 2. September 2016 bestätigt, nachdem es am 1. September bekanntgegeben wurde. Die Wahlbeteiligung lag bei 23 Prozent. 80 Prozent der gewählten Ratsmitglieder sind Frauen.
| Person                      | Stimmen | Gewählt |
| --------------------------- | ------- | ------- |
| Samantha Jean Arms-Lawrence | 55      | ja      |
| Marie-Anne Mabel Dennis     | 93      | ja      |
| Katie Jean Downes           | 36      | nein    |
| Jacqueline Rose Ellick      | 80      | ja      |
| Keturah Viola George        | 76      | ja      |
| Nicholas Ivan John          | 68      | ja      |

## Tristan da Cunha
In Tristan da Cunha wird spätestens alle drei Jahre ein neuer Inselrat (Island Council) gewählt. Ihm steht der Administrator vor. Der Inselrat besteht aus acht gewählten und drei ernannten Mitgliedern (diese haben kein Stimmrecht). Es gibt eine Quote, dass mindestens ein Ratsmitglied eine Frau sein muss.

### Wahl 2022
Die Wahl 2022 fanden am 20. März 2022 statt. Zur Wahl standen acht Personen für acht Sitze, wodurch eine Abstimmung unnötig wurde. Alle zur Wahl aufgestellten Personen galten automatisch als gewählt.
- Conrad Glass
- James Glass
- Vera Glass
- Warren Glass
- Rodney Green
- Terence Green
- Ian Lavarello
- Steve Swain
- Carlene Glass-Green – ernannt
- Anne Green – ernannt
- Beverley Swain – ernannt

### Wahl 2019
Die Wahl 2019 fanden am 26. März 2019 statt. Zur Wahl standen 13 Personen für acht Sitze. Die Wahlbeteiligung lag bei 74,6 Prozent.
| Person              | Stimmen | Gewählt | Bemerkungen                |
| ------------------- | ------- | ------- | -------------------------- |
| Clive Glass         | 118     | ja      |                            |
| Rodney Green        | 111     | ja      |                            |
| Paul Repetto        | 101     | ja      |                            |
| Steve Swain         | 101     | ja      |                            |
| James Glass         | 96      | ja      | zum Chief Islander gewählt |
| Kelly Green         | 86      | ja      |                            |
| Jason Green         | 70      | ja      |                            |
| Ian Lavarello       | 66      | ja      |                            |
| Carlene Glass-Green | 61      | nein    |                            |
| Sarah Glass-Green   | 57      | nein    |                            |
| Joanne Green        | 42      | nein    |                            |
| Beverley Swain      | 37      | nein    |                            |
| Marion Collins      | 16      | nein    |                            |

Ernannte Mitglieder 2019
- Carlene Glass-Green
- Warren Glass
- Dawn Repetto

### Wahl 2016
Die Wahl 2016 fanden am 9. März 2016 statt. Die folgenden elf Personen sitzen bis 2019 im Inselrat, nachdem der zwischen 2013 und 2016 tagende am 4. Februar 2016 aufgelöst wurde. Die Wahlbeteiligung lag bei 83 Prozent.
- James Patrick Glass
- Warren Glass
- Sarah Green
- Terence Green
- Ian Lavarello – zum Chief Islander gewählt
- Lorraine Repetto
- Emma Swain
- Paula Swain
- Conrad Glass – ernannt
- Harold Green – ernannt
- Iris Green – ernannt